# Fußball-Weltmeisterschaft 2014/Argentinien
Dieser Artikel behandelt die argentinische Fußballnationalmannschaft bei der Fußball-Weltmeisterschaft 2014. Argentinien nahm zum 16. Mal an der Endrunde und zum vierten Mal an einer Endrunde in Südamerika teil. Bei der letzten Endrunde 1978 in Südamerika konnte Argentinien den Heimvorteil nutzen und zum ersten Mal Weltmeister werden. 1950 an der ersten WM in Brasilien nahm Argentinien nicht teil. Argentinien erreichte nach 24 Jahren wieder das Endspiel, verlor dabei wie 1990 wieder mit 0:1 gegen Deutschland und ist damit die erste südamerikanische Mannschaft, die auf dem amerikanischen Doppelkontinent ein Finale gegen eine europäische Mannschaft verlor.

## Qualifikation
Argentinien qualifizierte sich über die Qualifikationsspiele des südamerikanischen Fußballverbandes CONMEBOL.
Alle neun Mannschaften, die neben Gastgeber Brasilien dem südamerikanischen Verband CONMEBOL angehören, spielten in einer einzigen Gruppenphase mit Hin- und Rückspiel gegeneinander, wobei sich für jede Mannschaft insgesamt 16 Begegnungen ergaben und an jedem Spieltag eine Mannschaft spielfrei war. Die vier bestplatzierten Teams qualifizierten sich direkt für die Endrunde der Weltmeisterschaft 2014. Argentinien, das nach der missglückten Heim-Copa von Alejandro Sabella trainiert wurde, begann die Qualifikation mit einem 4:1 gegen Chile, verlor dann aber erstmals gegen Venezuela und kam auch im Heimspiel gegen Bolivien nicht über ein 1:1 hinaus. Dabei gelang dem in der 59. Minute eingewechselten Ezequiel Lavezzi eine Minute später der Ausgleichstreffer. Danach wurde aber bis zur erfolgreichen Qualifikation kein Spiel mehr verloren und am 11. September 2013 konnte sich Argentinien als erste Mannschaft der Südamerika-Qualifikation für die Endrunde im Nachbarland qualifizieren. Das letzte Spiel gegen Uruguay wurde dann aber noch verloren.
Tabelle
| Pl. | Land        | Sp. | S | U | N  | Tore    | Diff. | Punkte |
| --- | ----------- | --- | - | - | -- | ------- | ----- | ------ |
| 1.  | Argentinien | 16  | 9 | 5 | 2  | 035:150 | +20   | 32     |
| 2.  | Kolumbien   | 16  | 9 | 3 | 4  | 027:130 | +14   | 30     |
| 3.  | Chile       | 16  | 9 | 1 | 6  | 029:250 | +4    | 28     |
| 4.  | Ecuador     | 16  | 7 | 4 | 5  | 020:160 | +4    | 25     |
| 5.  | Uruguay     | 16  | 7 | 4 | 5  | 025:250 | ±0    | 25     |
| 6.  | Venezuela   | 16  | 5 | 5 | 6  | 014:200 | −6    | 20     |
| 7.  | Peru        | 16  | 4 | 3 | 9  | 017:260 | −9    | 15     |
| 8.  | Bolivien    | 16  | 2 | 6 | 8  | 017:300 | −13   | 12     |
| 9.  | Paraguay    | 16  | 3 | 3 | 10 | 017:310 | −14   | 12     |

Spielergebnisse
| Datum      | Ort                     | Heimmannschaft | - | Gast        | Ergebnis  | Torschützen für Argentinien                                                 |
| ---------- | ----------------------- | -------------- | - | ----------- | --------- | --------------------------------------------------------------------------- |
| 07.10.2011 | Buenos Aires            | Argentinien    | – | Chile       | 4:1 (2:0) | Higuaín (7., 52., 63.), Messi (25.)                                         |
| 11.10.2011 | Puerto La Cruz (VEN)    | Venezuela      | – | Argentinien | 1:0 (0:0) |                                                                             |
| 11.11.2011 | Buenos Aires            | Argentinien    | – | Bolivien    | 1:1 (0:0) | Lavezzi (60.)                                                               |
| 15.11.2011 | Barranquilla (COL)      | Kolumbien      | – | Argentinien | 1:2 (0:0) | Messi (60.), Agüero (83.)                                                   |
| 02.06.2012 | Buenos Aires            | Argentinien    | – | Ecuador     | 4:0 (3:0) | Agüero (19.), Higuaín (29.), Messi (31.), Di María (76.)                    |
| 07.09.2012 | Córdoba                 | Argentinien    | – | Paraguay    | 3:1 (2:1) | Di María (3.), Higuaín (30.), Messi (64.)                                   |
| 11.09.2012 | Lima (PER)              | Peru           | – | Argentinien | 1:1 (1:1) | Higuain (37.)                                                               |
| 12.10.2012 | Mendoza                 | Argentinien    | – | Uruguay     | 3:0 (0:0) | Messi (65., 79.), Agüero (74.)                                              |
| 16.10.2012 | Santiago de Chile (CHL) | Chile          | – | Argentinien | 1:2 (0:2) | Messi (28.), Higuaín (31.)                                                  |
| 22.03.2013 | Buenos Aires            | Argentinien    | – | Venezuela   | 3:0 (2:0) | Higuaín (29., 59.), Messi (43./Elfm.)                                       |
| 26.03.2013 | La Paz (BOL)            | Bolivien       | – | Argentinien | 1:1 (1:1) | Banega (44.)                                                                |
| 07.06.2013 | Buenos Aires            | Argentinien    | – | Kolumbien   | 0:0       |                                                                             |
| 11.06.2013 | Quito (ECU)             | Ecuador        | – | Argentinien | 1:1 (1:1) | Agüero (4./Elfm.)                                                           |
| 10.09.2013 | Asunción (PRY)          | Paraguay       | – | Argentinien | 2:5 (1:2) | Messi (12./Elfm., 52./Elfm.), Agüero (32.), Di María (49.), Rodríguez (90.) |
| 11.10.2013 | Buenos Aires            | Argentinien    | – | Peru        | 3:1 (2:1) | Lavezzi (23., 34.), Palacio (47.)                                           |
| 15.10.2013 | Montevideo (URY)        | Uruguay        | – | Argentinien | 3:2 (2:2) | Rodríguez (14., 41.)                                                        |

Insgesamt wurden von Alejandro Sabella in den 16 Spielen 44 Spieler eingesetzt. Kein Spieler kam in allen Spielen zum Einsatz. Torhüter Sergio Romero und Kapitän Lionel Messi wurden am häufigsten (in 14 von 16 Spielen) eingesetzt. Beste Torschützen waren Lionel Messi mit zehn (davon drei Elfmeter) und Gonzalo Higuaín mit neun Toren, die damit zweit- und drittbeste Torschützen der CONMEBOL waren.

## Vorbereitung
Testspiele
- 5. März in Bukarest gegen Rumänien: 0:0
- 4. Juni gegen Trinidad und Tobago in La Plata 3:0 (Torschützen: Palacio/45., Mascherano/51. und Rodríguez/64.)
- 7. Juni in Buenos Aires gegen Slowenien.[1]: 2:0 (Torschützen: Álvarez/12. und Messi/76.)

## Kader
Nachfolgend ist der Kader Argentiniens zur Fußball-WM 2014 aufgeführt.
| Nr.         | Spieler                       | Verein               | Länderspiel- einsätze | Länderspiel- tore | Geburtsdatum            | Spiele | Tore | Gelbe Karten | Gelb-Rote Karten | Rote Karten | WM-Teilnahmen | WM-Spiele (vor 2014) | WM-Tore (vor 2014) |
| ----------- | ----------------------------- | -------------------- | --------------------- | ----------------- | ----------------------- | ------ | ---- | ------------ | ---------------- | ----------- | ------------- | -------------------- | ------------------ |
| Torhüter    |                               |                      |                       |                   |                         |        |      |              |                  |             |               |                      |                    |
| 21          | Mariano Andújar               | Catania CalcioA      | 10                    | 0                 | 30. Juli 1983           | 0      | 0    | 0            | 0                | 0           | 2010          | 0                    | 0                  |
| 12          | Agustín Orión                 | Boca Juniors         | 3                     | 0                 | 26. Juli 1981           | 0      | 0    | 0            | 0                | 0           |               |                      |                    |
| 01          | Sergio Romero                 | AS Monaco            | 47                    | 0                 | 22. Feb. 1987           | 7      | 0    | 0            | 0                | 0           | 2010          | 5                    | 0                  |
| Abwehr      |                               |                      |                       |                   |                         |        |      |              |                  |             |               |                      |                    |
| 23          | José María Basanta            | CF Monterrey         | 10                    | 0                 | 3. Apr. 1984            | 2      | 0    | 0            | 0                | 0           |               |                      |                    |
| 03          | Hugo Campagnaro               | Inter Mailand        | 15                    | 0                 | 27. Juni 1980           | 1      | 0    | 0            | 0                | 0           |               |                      |                    |
| 15          | Martín Demichelis             | Manchester CityM     | 38                    | 2                 | 20. Dez. 1980           | 3      | 0    | 1            | 0                | 0           | 2010          | 5                    | 1                  |
| 17          | Federico Fernández            | SSC NeapelP          | 26                    | 2                 | 21. Feb. 1989           | 4      | 0    | 0            | 0                | 0           |               |                      |                    |
| 02          | Ezequiel Garay                | Benfica LissabonM, P | 18                    | 0                 | 10. Okt. 1986           | 7      | 0    | 1            | 0                | 0           |               |                      |                    |
| 16          | Marcos Rojo                   | Sporting Lissabon    | 22                    | 0                 | 20. März 1990           | 6      | 1    | 2            | 0                | 0           |               |                      |                    |
| 04          | Pablo Zabaleta                | Manchester CityM     | 36                    | 0                 | 16. Jan. 1985           | 7      | 0    | 0            | 0                | 0           |               |                      |                    |
| Mittelfeld  |                               |                      |                       |                   |                         |        |      |              |                  |             |               |                      |                    |
| 19          | Ricardo Álvarez               | Inter Mailand        | 7                     | 1                 | 12. Apr. 1988           | 1      | 0    | 0            | 0                | 0           |               |                      |                    |
| 06          | Lucas Biglia                  | Lazio Rom            | 19                    | 0                 | 30. Jan. 1986           | 6      | 0    | 1            | 0                | 0           |               |                      |                    |
| 07          | Ángel Di María                | Real MadridC, P      | 47                    | 9                 | 14. Feb. 1988           | 5      | 1    | 1            | 0                | 0           | 2010          | 5                    | 0                  |
| 13          | Augusto Fernández             | Celta Vigo           | 9                     | 1                 | 10. Apr. 1986           | 0      | 0    | 0            | 0                | 0           |               |                      |                    |
| 05          | Fernando Gago                 | Boca Juniors         | 49                    | 0                 | 10. Apr. 1986           | 6      | 0    | 0            | 0                | 0           |               |                      |                    |
| 14          | Javier Mascherano             | FC Barcelona         | 98                    | 3                 | 8. Juni 1984            | 7      | 0    | 0            | 0                | 0           | 2006, 2010    | 9                    | 0                  |
| 08          | Enzo Pérez                    | Benfica LissabonM, P | 8                     | 1                 | 22. Feb. 1986           | 3      | 0    | 0            | 0                | 0           |               |                      |                    |
| 11          | Maxi Rodríguez                | CA Newell’s Old Boys | 55                    | 16                | 2. Jan. 1981            | 2      | 0    | 0            | 0                | 0           | 2006, 2010    | 10                   | 3                  |
| Angriff     |                               |                      |                       |                   |                         |        |      |              |                  |             |               |                      |                    |
| 20          | Sergio Agüero                 | Manchester CityM     | 51                    | 21                | 2. Juni 1988            | 5      | 0    | 0            | 0                | 0           | 2010          | 3                    | 0                  |
| 09          | Gonzalo Higuaín               | SSC NeapelP          | 36                    | 20                | 10. Dez. 1987           | 7      | 1    | 0            | 0                | 0           | 2010          | 4                    | 4                  |
| 22          | Ezequiel Lavezzi              | Paris Saint-GermainM | 31                    | 4                 | 3. Mai 1985             | 7      | 0    | 0            | 0                | 0           |               |                      |                    |
| 10          | Lionel Messi                  | FC Barcelona         | 86                    | 38                | 24. Juni 1987           | 7      | 4    | 0            | 0                | 0           | 2006, 2010    | 8                    | 1                  |
| 18          | Rodrigo Palacio               | Inter Mailand        | 22                    | 3                 | 5. Feb. 1982            | 5      | 0    | 0            | 0                | 0           | 2006          |                      |                    |
| Trainerstab |                               |                      |                       |                   |                         |        |      |              |                  |             |               |                      |                    |
|             | Alejandro Sabella             | Trainer              | 4                     | 0                 | 5. November 1954        | 7      |      |              |                  |             |               |                      |                    |
|             | Julián Camino Claudio Gugnali | Trainerassistenten   | 11                    | 0                 | 2. Mai 1961 4. Mai 1960 |        |      |              |                  |             |               |                      |                    |
|             | Juan José Romero              | Torwarttrainer       |                       |                   |                         |        |      |              |                  |             |               |                      |                    |
|             | Pablo Blanco                  | Konditionstrainer    |                       |                   |                         |        |      |              |                  |             |               |                      |                    |

1. ↑  C = Der Verein wurde in der Saison 2013/14 UEFA-Champions-League-Sieger, M = Der Verein wurde in der Saison 2013/14 Meister seines Landes, A = Der Verein stieg aus der höchsten Liga des Landes ab, P = Der Verein wurde in der Saison 2013/14 Pokalsieger.
2. 1 2  Angegeben sind nur die Spiele und Tore, die vor Beginn der Weltmeisterschaft absolviert bzw. erzielt wurden (Quelle (Stand 16. Mai 2014) (Memento vom 3. Juli 2014 im Internet Archive), aktualisiert nach den Spielen gegen Trinidad & Tobago am 4. Juni 2014 und Slowenien am 7. Juni 2014).
3. 1 2 3 4  Als Spieler

## Endrunde

### Gruppenphase
Bei der am 6. Dezember 2013 vorgenommenen Auslosung der Endrunde wurde Argentinien aufgrund der Platzierung in der FIFA-Weltrangliste im Oktober 2013 in Topf 1 gesetzt und als Gruppenkopf von Gruppe F gelost. Zugelost wurden Bosnien und Herzegowina, der Iran und Afrikameister Nigeria. Gegen den Iran gab es zuvor nur ein Spiel am 22. März 1977 zum 75. Geburtstag von Real Madrid, das nach einem 1:1 im Elfmeterschießen mit 4:1 gewonnen wurde. Bosnien und Herzegowina war zweimal Gegner in Freundschaftsspielen, zuletzt am 19. November, wenige Tage vor der Auslosung. Nigeria war schon dreimal Gegner in der WM-Vorrunde: 1994, 2002 und 2010 – alle drei Spiele wurden gewonnen (zuerst mit 2:1, dann zweimal mit 1:0). Zudem gab es eine Begegnung beim König-Fahd-Pokal 1995, die torlos endete. Bei einem am 1. Juni 2011 mit 1:4 in Abuja gegen Nigeria verlorenen Spiel setzte Argentinien nur zwei Spieler des Kaders für die einen Monat später beginnende Copa América 2011 ein. Nach dem Spiel wurde gemeldet, dass es für das Spiel ungewöhnlich hohe Wetteinsätze gab und die FIFA das Spiel untersuchen würde. Das Spiel wird aber nach wie vor von der FIFA gelistet.
Argentinien hatte in den drei Vorrunden-Spielorten bereits mehrfach gespielt.
Mannschaftsquartier und Trainingsstätte war das Cidade do Galo von Atlético Mineiro in Vespasiano, in unmittelbarer Nähe des zweiten Vorrundenspielorts. Argentinien gewann alle Gruppenspiele und wurde damit Gruppenerster. Superstar Lionel Messi schoss vier der sechs argentinischen Tore. Im ersten Spiel setzte man sich gegen starke Bosnier mit 2:1 durch. Bereits wenige Minuten nach Anpfiff hatte Bosnien ein Eigentor geschossen. Messi erhöhte später auf 2:0. Vier Minuten vor Schluss konnte Bosnien noch den Anschlusstreffer zum 2:1-Endstand erzielen. Gegen die defensiv starken Iraner tat sich Argentinien schwer und hatte Glück, dass ein Foul an Ashkan Dejagah im Strafraum nicht zum Strafstoß führte. Messi traf in der Nachspielzeit zum 1:0-Endstand. Das Spiel gegen Nigeria endete 3:2 für Argentinien, wobei die Stärken in der Offensive einerseits und die Defizite in der Verteidigung beim zweimaligen Weltmeister sichtbar wurden.
| Rang | Land                    | Tore | Punkte |
| ---- | ----------------------- | ---- | ------ |
| 1    | Argentinien             | 6:3  | 9      |
| 2    | Nigeria                 | 3:3  | 4      |
| 3    | Bosnien und Herzegowina | 4:4  | 3      |
| 4    | Iran                    | 1:4  | 1      |

- So., 15. Juni 2014, 19:00 Uhr (24:00 Uhr MESZ) in Rio de Janeiro
 Argentinien –  Bosnien und Herzegowina 2:1 (1:0)
- Sa., 21. Juni 2014, 13:00 Uhr (18:00 Uhr MESZ) in Belo Horizonte
 Argentinien –  Iran 1:0 (0:0)
- Mi., 25. Juni 2014, 13:00 Uhr (18:00 Uhr MESZ) in Porto Alegre
 Nigeria –  Argentinien 2:3 (1:2)

### K.-o.-Runde
- Achtelfinale: Di., 1. Juli 2014, 13:00 Uhr (18:00 Uhr MESZ) in São Paulo
  Argentinien –  Schweiz 1:0 n. V. (0:0)

Zuvor gab es 6 Spiele gegen die Schweiz (4 Siege und 2 Remis, 14:3 Tore). Bei Weltmeisterschaften trafen beide vorher erst einmal aufeinander: 1966 gewann Argentinien in der Vorrunde mit 2:0. Mit dem Sieg gegen die Schweiz, für den Angel Di Maria in der 118. Minute sorgte, erreichte Argentinien zum ersten Mal bei drei aufeinanderfolgenden WM-Endrunden das Viertelfinale.
- Viertelfinale: Sa., 5. Juli 2014, 13:00 Uhr (18:00 Uhr MESZ) in Brasília
  Argentinien –  Belgien 1:0 (1:0)

Im Viertelfinale musste Argentinien auf Marcos Rojo verzichten, der im Achtelfinale die zweite Gelbe Karte erhielt.
Obwohl beide bereits 1928 bei den Olympischen Spielen erstmals aufeinander trafen, gab es gegen Belgien erst vier Spiele mit drei Siegen und einer Niederlage. Verloren wurde im Eröffnungsspiel der WM 1982 als Argentinien Titelverteidiger war. Das bisher letzte Spiel zwischen beiden war das WM-Halbfinale 1986, in dem Diego Maradona zwei Tore zum 2:0-Sieg des späteren Weltmeisters erzielte. Für beide war es das erste Spiel in Brasília. Durch den Sieg erreichte Argentinien erstmals nach 24 Jahren wieder das Halbfinale.
- Halbfinale: Mi., 9. Juli 2014, 17:00 Uhr (22:00 Uhr MESZ) in São Paulo
  Argentinien –  Niederlande 0:0 n. V., 4:2 i. E.

Zwischen beiden Mannschaften gab es zuvor acht Spiele. Nur einmal – 1978 im WM-Finale – konnte Argentinien gewinnen, drei Spiele endeten Remis, wovon ein Freundschaftsspiel durch Elfmeterschießen gewonnen wurde und viermal gewannen die Niederländer. Das letzte Spiel gab es bei der WM 2006 in der Vorrunde und endete torlos. Argentinien musste im Halbfinale und Finale ohne Ángel Di María auskommen, der sich im Viertelfinale eine Oberschenkelverletzung zuzog.
Vor dem Anstoß wurde in einer Gedenkminute des wenige Tage vor dem Spiel verstorbenen ehemaligen argentinischen und spanischen Nationalspielers Alfredo Di Stéfano gedacht und Argentinien spielte zu seinem Gedenken mit Trauerflor.
Argentinien musste als erste Mannschaft zum fünften Mal bei einer WM ins Elfmeterschießen und nutzte dieses wie 1990 um nach 24 Jahren wieder das Finale zu erreichen.
- Finale: So. 13. Juli, 16:00 Uhr (21:00 Uhr MESZ) in Rio de Janeiro  Deutschland –  Argentinien 1:0 n. V. (0:0)

Beide Mannschaften standen sich bei Weltmeisterschaften zuvor sechsmal gegenüber. Nur einmal – im Finale 1986 – konnte Argentinien gewinnen. Zwei Spiele endeten Remis, wovon eins Argentinien im Elfmeterschießen verlor und drei Spiele wurden in der normalen Spielzeit verloren. In Freundschaftsspielen hatte Argentinien dagegen häufiger gegen Deutschland gewonnen (7 Siege, 2 Remis und 2 Niederlagen vor der WM). Zudem gab es je einen Sieg, ein Remis und eine Niederlage bei anderen Turnieren. Es war die dritte Finalpaarung zwischen beiden, so oft trafen keine anderen Mannschaften im Finale aufeinander. Wie 1990 konnte Argentinien auch diesmal kein Tor im Finale erzielen und verlor erneut mit 0:1. Damit ist Argentinien bei drei Weltmeisterschaften in Folge (2006 und 2010 jeweils im Viertelfinale) an Deutschland gescheitert.
Beide standen sich erneut am 3. September 2014 in einem Freundschaftsspiel in Düsseldorf gegenüber, das Argentinien mit einem starken Ángel Di María mit 4:2 gewann.

## Auszeichnungen
Lionel Messi wurde als zweiter Argentinier nach Diego Maradona, der dies ebenso wie Sepp Blatter kritisierte, als bester Spieler mit dem Goldenen Ball ausgezeichnet und ebenso wie Angel Di Maria für die Wahl zu Europas Fußballer des Jahres nominiert. Zudem wurde er viermal als „Man of the Match“ ausgezeichnet. Abwehrspieler Marcos Rojo wurde in die Top 11 des Turniers berufen.

## Sportliche Auswirkungen
In der FIFA-Weltrangliste kletterte Argentinien um drei Plätze von Platz 5 auf Platz 2 und wurde damit beste südamerikanische Mannschaft in der Rangliste. Erst im April 2017 wurden die zwischenzeitlich sogar auf Platz 1 gestiegenen Argentinier von Brasilien überflügelt.

## Rücktritte
Alejandro Sabella trat 16 Tage nach der WM als Nationaltrainer zurück.